# Музей живої історії Casa Parlante
 Музей живої історії Casa Parlante — музей, розташований у місті Керкіра на острові Керкіра (Корфу), Греція, розташований в історичному особняку та відображає побут знаті у 19 столітті.

## Музей
Музей відкрився в березні 2014 року. Його назва відображає сильний італійський культурний та архітектурний вплив на острові Керкіра. Він розташований в центральній частині міста Керкіри в одному з історичних особняків, який датується 1620 роком. Поблизу розташований Музей філармонічного товариства Керкіри.
В музеї є рухомі манекени, які відображають повсякденне життя знатної родини (графа, графині, їхніх дітей та всієї родини) та слуг, що проживали на Корфу протягом 19 століття. Там граф читає газету, графиня приймає гостей на чай, діти грають музику, кухар готує на кухні та інші сцени щоденного життя 19 століття. Експозиція включає інтер'єри, у тому числі меблі тієї епохи та супроводжуєтться відповідними запахами та звуками.
Манекени створені греками — братами Алахозі. Відвідувачів зустрічають як гостей в цьому благородному будинку та частують м'ятними спиртними напоями з кумкватами та трояндами як знак вшанування венеційської корфіотської надмірної любові до солодощів.
Музей є одним із один із лауреатів премії еллінського підприємництва за 2013 рік. Особняк, в якому знаходиться музей, був повністю відремонтований, і компанія запропонувала непряме працевлаштування десяткам місцевих фахівців, крім постійних робочих місць, створених для його роботи. Інвестиції у створення музею склали 150 000 євро.

## Час роботи
Відкрито щодня з 10.00 до 18.00 (влітку з 10.00 до 22.00) за адресою N. Theotoki 16, (біля кварталу Лістон)